# Pico Gettysburg
O Pico Gettysburg é um dos dois cumes do banco de Gorringe, a 28 metros de profundidade, localizado a cerca de 120 milhas náuticas WSW do cabo de S. Vicente, no Algarve, em Portugal.